# Yamaha XJ 750 Seca

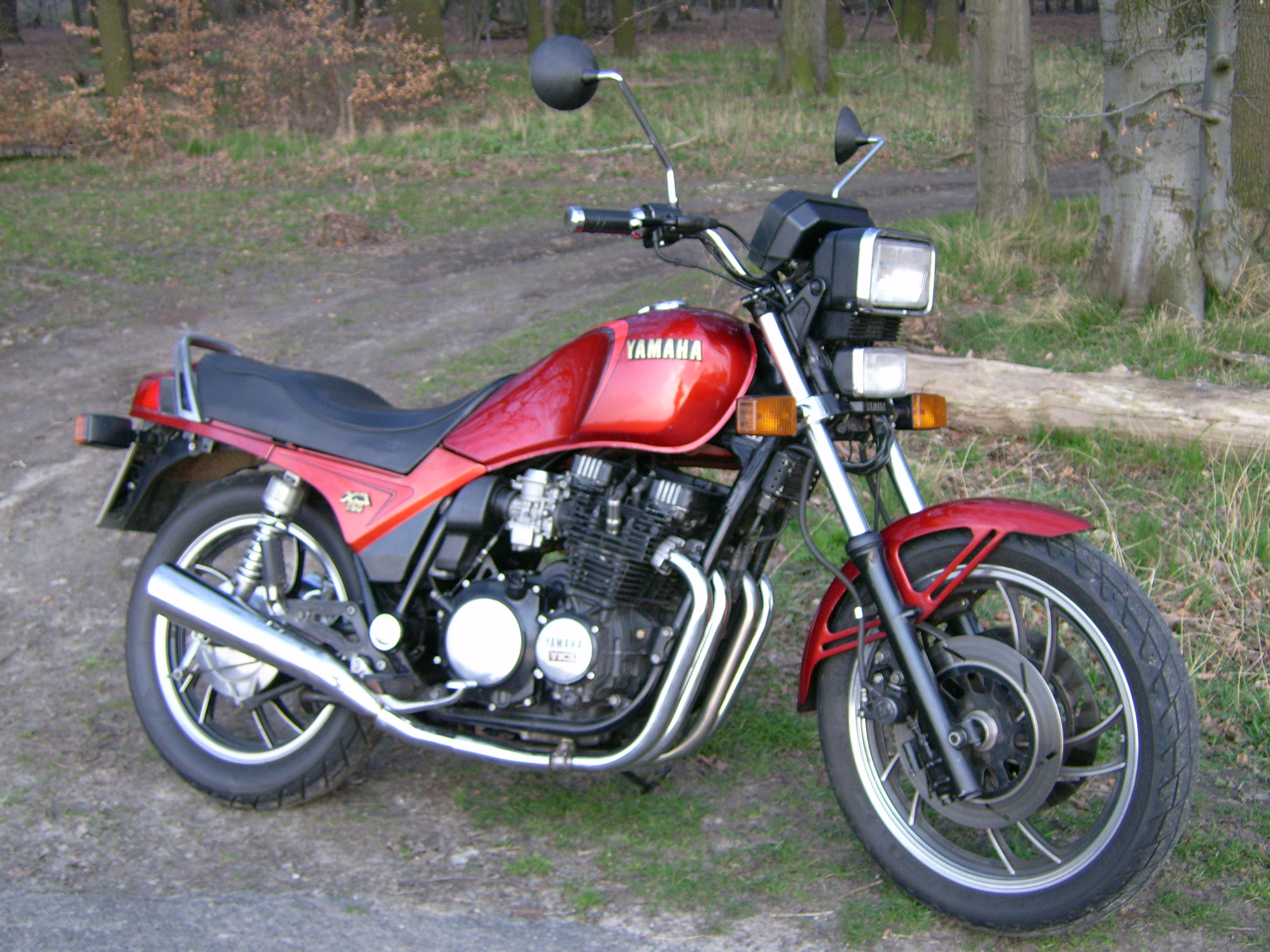
Yamaha XJ 750 Seca (11M)

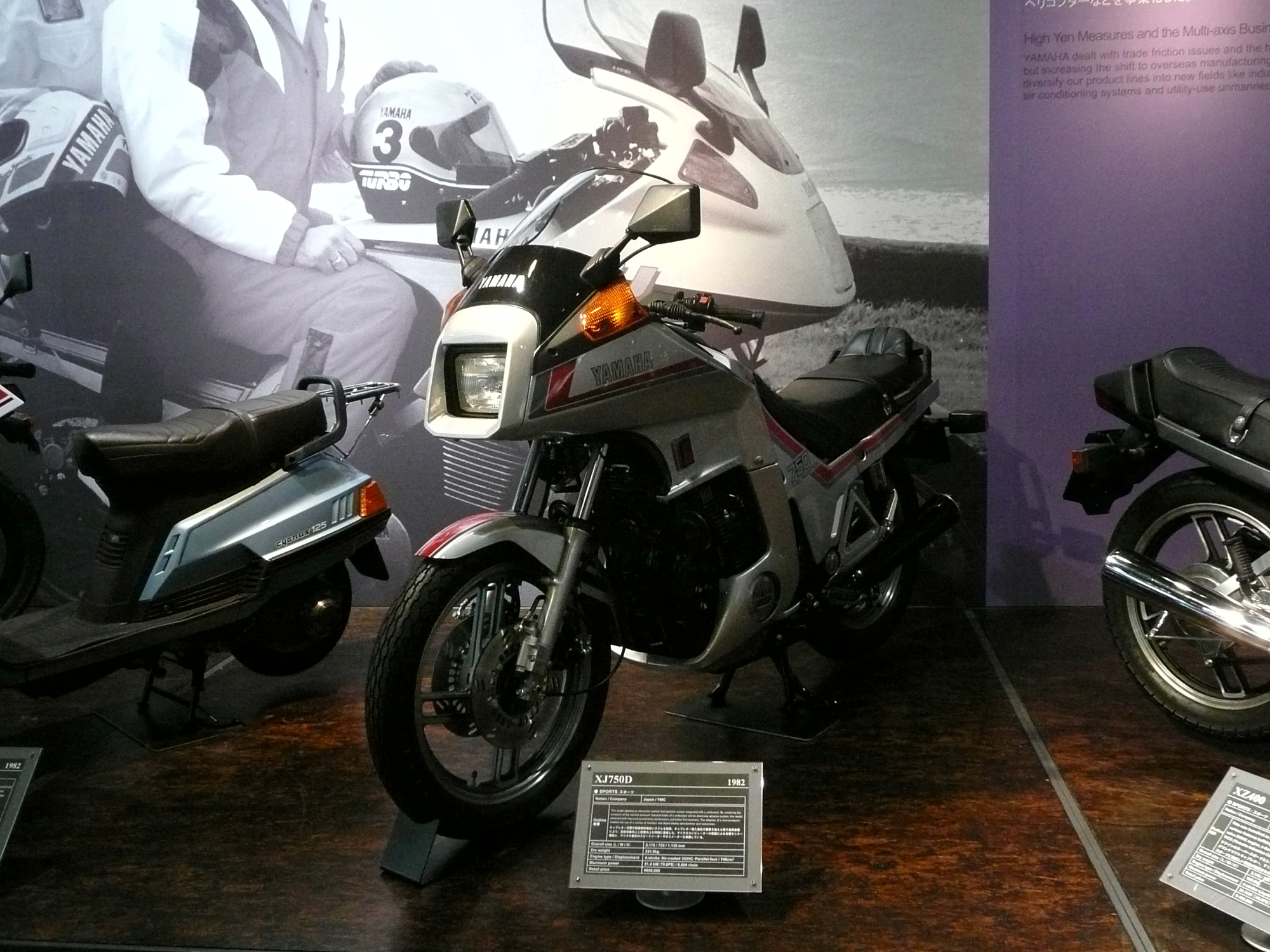
YAMAHA XJ 750 D, 1982 Yamaha_Communication_Plaza

Die XJ 750 Seca ist ein Motorrad des japanischen Herstellers Yamaha. Sie baut auf der Technik der XJ 650 auf; 1982 kam sie auf den Markt.

## Technik

### Motor und Getriebe
Die XJ 750 Seca hat einen quer eingebauten luftgekühlten 4-Zylinder-Viertaktmotor. Das Gemisch wird von vier 32-mm-HSC-Hitachi-Vergasern aufbereitet. Um den Verbrauch möglichst gering zu halten, ist der Motor mit dem Yamaha-eigenen YICS-System ausgestattet, das die Frischgase verwirbelt. Der Einstellaufwand dafür ist allerdings groß: Die YICS-Technik erfordert das feine Händchen eines Harfenisten, wenn das heikle Werk gelingen sollte. Die Kraft wird über ein Fünfganggetriebe und eine zweifach umgelenkte Kardanwelle an das Hinterrad übertragen.

### Bremsen
Vorn sind zwei 298-mm-Scheibenbremsen mit Einkolben-Schwimmsätteln eingebaut; hinten ist es eine 200-mm-Trommelbremse. Eine Anti-Dive-Gabel verhindert, dass das Motorrad beim Betätigen der Vorderradbremse zu stark eintaucht.

## Name
Namensgeber für die Yamaha XJ 750 Seca war die kalifornische Rennstrecke Laguna Seca Raceway in der Nähe von Monterey (Kalifornien).

## Sonstiges
Von der Form her entspricht die XJ 750 Seca, im Gegensatz zum sportlichen Vorgängermodell XJ 650, einem Chopper. Zur Ausstattung gehört unter anderem ein Bordcomputer. Dieser überwachte ständig die wichtigsten Fahrzeugfunktionen wie, Seitenständer, Bremsflüssigkeit, Ölstand, Batterieflüssigkeit, Scheinwerfer, Rück- und Bremsleuchte. Jede Störung wurde durch LCD-Anzeige gemeldet.
In Deutschland wurden 3181 Stück verkauft. Der Neupreis betrug 8.075 DM. 1984 wurde sie von der Yamaha XJ 750 F abgelöst.

## XJ 750 D II
In Japan gab es zeitgleich auch eine Version mit der Bezeichnung XJ 750 D II. Dies war optisch im Wesentlichen eine Yamaha XJ 650 Turbo; allerdings ohne Turbo-Maschine, sondern ein 750 cm³-Triebwerk mit Benzin-Einspritzung, der sogenannten Yamaha Fuel Injection System (YFIS). Sie hatte eine Leistung von 52 kW / 70 PS bei 9000/min. Das Trockengewicht betrug 231 kg. Sie hatte vorn zwei Bremsscheiben und hinten eine Trommelbremse. Sie hatte einen Rahmen aus Stahl.
| XJ750 Seca            | Technische Daten                     |
| --------------------- | ------------------------------------ |
| Typ                   | 11M                                  |
| Motor-Bauart          | 4-Zyl., 4-Takt, Reihe, YICS          |
| Hubraum               | 748 cm³                              |
| Nennleistung          | 60 kW (81 PS) bei 9000/min           |
| Max. Drehmoment       | 67 Nm (6,9 mkp) bei 7500/min         |
| Höchstgeschwindigkeit | 202 km/h                             |
| Getriebe, Übertragung | 5 Gang, Kardan                       |
| Tankinhalt            | 19 l Normalbenzin, davon 4 l Reserve |
| Länge                 | 2195 mm                              |
| Radstand              | 1445 mm                              |
| Trockengewicht        | 238 kg (vollgetankt)                 |
| Zul. Gesamtgewicht    | 432 kg                               |